# Kõdu
Kõdu – wieś w Estonii, prowincji Järva, w gminie Türi.